# 1965: Their First Recordings
1965: Their First Recordings — мини-альбом группы Pink Floyd, содержащий песни, записанные в Рождество 1964 года. Барабаны и гитары были записаны «сразу», в то время как вокальные партии были записаны днями позже. Записи были изданы на 7-дюймовом виниле ограниченным тиражом в 1050 копий (1000 розницей и 50 промо) и доступны только в странах Евросоюза, с целью защиты авторских прав. Это единственные записи группы, в которых присутствуют гитарист Радо Клоуз и Джульетт Гейл, первая жена Ричарда Райта. Большая часть песен раннего репертуара Pink Floyd была написана Сидом Барреттом и Роджером Уотерсом. Также в мини-альбом вошла кавер-версия песни Слима Харпо «I’m a King Bee».

## Список композиций
Все вокальные партии исполнил Сид Барретт, за исключением «Walk with Me Sydney», написанной Роджером Уотерсом и исполненной им вместе с Джульетт Гейл.
| №  | Название              | Автор(ы)      | Длительность |
| -- | --------------------- | ------------- | ------------ |
| 1. | «Lucy Leave»          | Сид Барретт   | 2:53         |
| 2. | «Double O Bo»         | Барретт       | 3:25         |
| 3. | «Remember Me»         | Барретт       | 2:45         |
| 4. | «Walk with Me Sydney» | Роджер Уотерс | 3:11         |
| 5. | «Butterfly»           | Барретт       | 2:59         |
| 6. | «I’m a King Bee»      | Слим Харпо    | 3:07         |

## Участники записи
Pink Floyd
- Сид Барретт — вокал, электрогитара
- Радо Клозе — электрогитара
- Ник Мейсон — ударные
- Роджер Уотерс — бас-гитара, вокал
- Ричард Райт — клавишные

Дополнительные музыканты
- Джульетт Гейл — вокал в треке «Walk with Me Sydney»

Производственный персонал
- Энди Джексон[англ.] — мастеринг
- Рэй Стафф[англ.] — мастеринг